# Ґонсави-Жондове
Ґонсави-Жондове (пол. Gąsawy Rządowe) — село в Польщі, у гміні Ястшомб Шидловецького повіту Мазовецького воєводства.
Населення — 805 осіб (2011).
У 1975-1998 роках село належало до Радомського воєводства.

## Демографія
Демографічна структура станом на 31 березня 2011 року:
|          | Загалом | Допрацездатний вік | Працездатний вік | Постпрацездатний вік |
| -------- | ------- | ------------------ | ---------------- | -------------------- |
| Чоловіки | 394     | 91                 | 269              | 34                   |
| Жінки    | 411     | 97                 | 231              | 83                   |
| Разом    | 805     | 188                | 500              | 117                  |